# کودره
شهر کودره (به روسی: Кодре) در کشور مونته‌نگرو واقع شده‌است. جمعیت این شهر ۸۸۳ نفر  است.